# Placodontia
Los placodontos o placodontes (Placodontia, gr. "dientes de tabletas") son un orden de saurópsidos sauropterigios marinos, que vivieron en el período Triásico. 

## Sistemática
Orden Placodontia
Género Saurosphargis
Familia Paraplacodontidae
Género Paraplacodus
Familia Placodontidae
Género Placodus
Superfamilia Cyamodontoidea
Familia Henodontidae
Género Henodus
Familia Cyamodontidae
Género Cyamodus
Género Protenodontosaurus
Familia Placochelyidae
Género Placochelys
Género Psephoderma